# MSGSSV
M|SG|S|S|V| es el nombre actual de un estudio de arquitectura en la República Argentina. Su nombre está conformado por las siglas de los apellidos de sus miembros: Flora Manteola, Javier Sánchez Gómez, Josefa Santos, Justo Solsona y Damián Vinson. Tuvo como miembros en el pasado a Rafael Viñoly, Ignacio Petchersky y Carlos Sallaberry. 
Algunas de sus obras más notables son la remodelación de la Casa Matriz del Banco Ciudad de Buenos Aires y sus sucursales, el Edificio Carlos Pellegrini, el edificio del canal estatal de televisión ATC y la Torre Prourban, de un extensísimo listado.
Por su trayectoria a lo largo de la historia, el estudio recibió un Premio Konex - Diploma de Mérito a la arquitectura en 1992; el Gran Premio Bienal de Arquitectura SCA-CPAU en sus ediciones 1987, 1993 y 2000 y los premios trayectoria SCA a los arquitectos Justo Solsona en 2009, Javier Sánchez Gómez en 2015, Flora Manteola en 2016 y Fina Santos en 2020.

## Historia

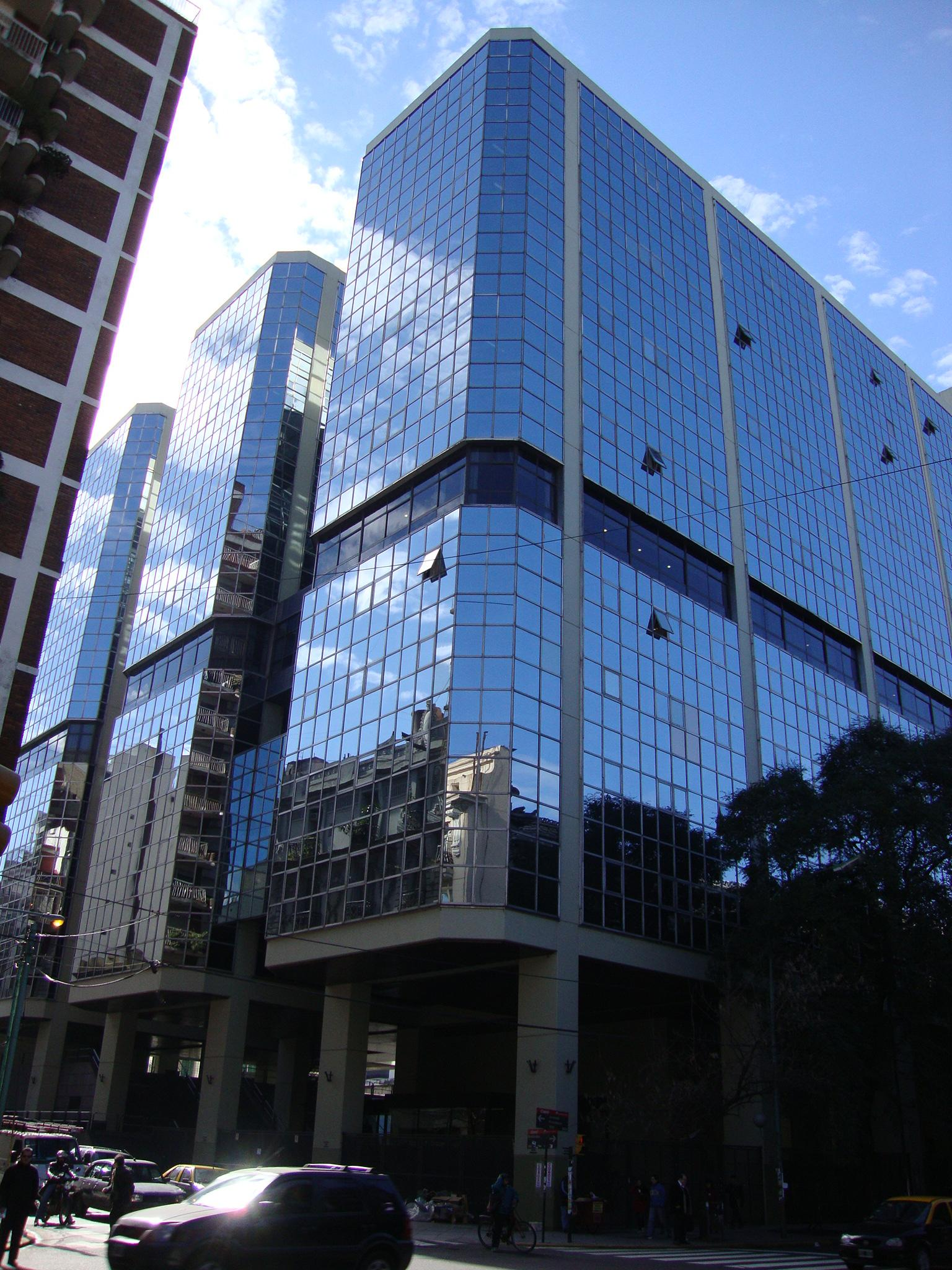
Anexo de la Cámara de Diputados de la Nación Argentina

La historia de MSGSSV comenzó cuando Justo Solsona y Josefa Santos se graduaron como arquitectos en la Universidad de Buenos Aires, en el año 1956. Comenzaron a trabajar como Jefes de Trabajos Prácticos en Facultad de Arquitectura y Urbanismo de esa escuela.
Al mismo tiempo, junto a otros arquitectos como Ernesto Katzenstein, crearon el Grupo de Arquitectura y Planeamiento ("GAP"), que llegó a ganar en 1957 un concurso para torres de vivienda pública del Banco Hipotecario Nacional en el barrio de La Boca, que nunca se concretó. De esta forma, se consolidó la modalidad que el equipo adoptaría en adelante, la de participación en grandes concursos para el Estado.
En 1960, presentaron propuestas para las iglesias de Venado Tuerto y Laprida, y luego Katzenstein realizó un viaje a la India, que terminaría ayudando a la formación de un nuevo equipo, cuando en 1962 se sumaron los recién graduados Flora Manteola y Javier Sánchez Gómez. En ese año, participaron del concurso para la nueva Biblioteca Nacional, ganando el segundo puesto.
Sus primeras obras en Buenos Aires fueron distintos locales comerciales para la compañía FATE (1964), y diversos edificios de viviendas para la constructora CHACOFI (1963).